# 2013년 실내 무도 아시안 게임
2013년 실내 무도 아시안 게임은 2013년 6월 29일부터 7월 6일까지 대한민국의 인천광역시에서 개최되었다.
2009년 7월 3일에 열린 싱가포르에서 열린 제28차 아시아 올림픽 평의회(OCA) 총회에서 실내 아시안 게임과 무도 아시안 게임을 통합하여 매 4년마다 개최하기로 결정함에 따라 제4회 실내 아시안 게임과 제2회 무술 아시안 게임을 합친 첫 번째 대회이다. 인천에서 개최된 2014년 아시안 게임의 리허설 성격을 띤 대회이기도 하다.

## 경기 종목
- 당구
- 볼링
- 체스‧바둑
- e-스포츠
- 댄스스포츠
- 풋살
- 실내 카바디
- 킥복싱
- 무에타이
- 쿠라시
- 쇼트코스 수영

## 참가국
아시아 올림픽 평의회(OCA) 소속 45개국 가운데 조선민주주의인민공화국, 동티모르를 제외한 43개국이 참가했다. 인도는 인도 올림픽 협회가 국제 올림픽 위원회(IOC)로부터 자격 정지 처분을 받은 상태였기 때문에 독립 선수단 자격으로 참가했다.
| - 네팔 - 대한민국 (개최국) - 라오스 - 레바논 - 마카오 - 말레이시아 - 몰디브 - 몽골 - 미얀마 - 바레인 - 방글라데시 - 베트남 - 부탄 - 브루나이 - 사우디아라비아 - 스리랑카 - 시리아 - 싱가포르 - 아랍에미리트 - 아프가니스탄 - 예멘 - 오만 - 요르단 - 우즈베키스탄 - 이라크 - 이란 - 인도 - 인도네시아 - 일본 - 중국 - 중화 타이베이 - 카자흐스탄 - 카타르 - 캄보디아 - 쿠웨이트 - 키르기스스탄 - 타지키스탄 - 태국 - 투르크메니스탄 - 파키스탄 - 팔레스타인 - 필리핀 - 홍콩 |

## 메달 집계
| 순위 | 국가           | 금메달 | 은메달 | 동메달 | 합계 |
| ---- | -------------- | ------ | ------ | ------ | ---- |
| 1    | 중국           | 29     | 13     | 10     | 52   |
| 2    | 대한민국       | 22     | 26     | 22     | 70   |
| 3    | 베트남         | 8      | 7      | 12     | 27   |
| 4    | 태국           | 8      | 3      | 11     | 22   |
| 5    | 카자흐스탄     | 7      | 8      | 16     | 31   |
| 6    | 이란           | 3      | 6      | 2      | 11   |
| 7    | 중화 타이베이  | 3      | 5      | 12     | 20   |
| 8    | 홍콩           | 3      | 4      | 10     | 17   |
| 9    | 일본           | 3      | 4      | 8      | 15   |
| 10   | 우즈베키스탄   | 3      | 4      | 3      | 10   |
| 11   | 투르크메니스탄 | 2      | 4      | 1      | 7    |
| 12   | 독립           | 2      | 3      | 5      | 10   |
| 13   | 싱가포르       | 2      | 0      | 3      | 5    |
| 14   | 키르기스스탄   | 1      | 2      | 3      | 6    |
| 15   | 타지키스탄     | 1      | 2      | 1      | 4    |
| 16   | 몽골           | 1      | 1      | 2      | 4    |
| 17   | 이라크         | 1      | 0      | 3      | 4    |
| 18   | 필리핀         | 1      | 0      | 2      | 3    |
| 19   | 인도네시아     | 0      | 2      | 3      | 5    |
| 19   | 요르단         | 0      | 2      | 3      | 5    |
| 21   | 쿠웨이트       | 0      | 2      | 0      | 2    |
| 22   | 말레이시아     | 0      | 1      | 2      | 3    |
| 22   | 아랍에미리트   | 0      | 1      | 2      | 3    |
| 24   | 라오스         | 0      | 1      | 1      | 2    |
| 25   | 아프가니스탄   | 0      | 0      | 3      | 3    |
| 25   | 미얀마         | 0      | 0      | 3      | 3    |
| 25   | 시리아         | 0      | 0      | 3      | 3    |
| 28   | 레바논         | 0      | 0      | 2      | 2    |
| 29   | 팔레스타인     | 0      | 0      | 1      | 1    |
| 29   | 카타르         | 0      | 0      | 1      | 1    |
| 합계 | 합계           | 100    | 101    | 150    | 351  |